# Joris Putman
Joris Putman, né le 24 juillet 1984 à Noordwijk,,, est un acteur, présentateur et entrepreneur néerlandais.

## Biographie
À seulement 3 mois, Joris a déménagé à Kaya au Burkina Faso. Sa mère est une sociologue indonésienne tandis que son père en tant que documentariste néerlandais. Ils partent ensuite déménager à Bangkok en Thaïlande en 1987 quand il a 3 ans puis à Semarang en Indonésie quand il a 6 ans. En 1993, sa famille décide finalement de revenir définitivement dans leur pays d'origine, aux Pays-Bas en 1993 quand il a 9 ans.

## Filmographie

### Cinéma et téléfilms
- 1993 : Oeroeg (nl) : Le petit Johan
- 1993-1994 : 12 steden, 13 ongelukken (nl) : Deux rôles (Boris van Bijleveld et Eddie)
- 1995 : Walhalla : Jan Floris Vroegop
- 1996 : Goudkust (nl) : Tijmen Visser
- 1999-2000 : Blauw blauw (nl) : Casper
- 2001 : Emergency Exit : Ryan
- 2004-2010 : Goede tijden, slechte tijden : Morris Fischer
- 2007 : Sportlets : Rudy Rude
- 2008-2009 : Puppy Patrol (nl) : Deux rôles (Michael et Joris Putman)
- 2009 : Onderweg naar Morgen : Ivo Heyblom

## Théâtre
- 2000 : 6+1
- 2001 : Ik ben bereikbaar dus ik besta
- 2003 : The Birds
- 2004 : Ivanov
- 2004 : Les Beaux Stratagem
- 2004 : Stagedoor
- 2004 : As you Like it
- 2004 : The Countrywife

## Animation
- 2007-2008 : Van Kavel tot Kasteel : Présentateur
- 2009-2012 : Green Dream District (nl) : Présentateur
- 2012-2013 : Watt Nu? : Présentateur